# DOSEMU
DOSEMU (von DOS Emulation) ist ein DOS-Emulator für Linux. Das Projekt steht unter der GPL und ist damit freie Software. Die erste Version (0.1) wurde am 3. September 1992 veröffentlicht.
Bei DOSEMU wird der Prozessor nicht emuliert, sondern die DOS-Programme laufen auf dem wirklichen Prozessor des PCs ab. Dies ist schneller als die Methode von DOSBox, aber weniger fein steuerbar (z. B. können alte Spiele zu schnell mit DOSEMU laufen, was man bei DOSBox durch die Einstellung der Geschwindigkeit beheben kann) und funktionierte anfangs nur auf Computern mit x86-kompatibler CPU.
Es wird ein DOS-Betriebssystem für DOSEMU benötigt, wobei meistens das ebenfalls freie FreeDOS verwendet wird. DOSEMU stellt nur die Umgebung bereit, somit ist das Ausführen von DOS-Programmen ohne MS-DOS-kompatibles Betriebssystem nicht möglich.
DOSEMU enthält ab der Version 1.4.0 eine vollständige CPU-Emulation, die benutzt wird, wenn die CPU keinen VM86-Modus benutzen kann (weil sie im 64-Bit-Modus läuft) oder wenn die Unterstützung für den VM86-Modus im Linux-Kernel deaktiviert worden ist.